# Minettia lobata
Minettia lobata är en tvåvingeart som beskrevs av Shewell 1938. Minettia lobata ingår i släktet Minettia och familjen lövflugor. Inga underarter finns listade i Catalogue of Life.